# Сподня Липниця
Сподня Липниця (словен. Spodnja Lipnicak) — поселення в общині Радовлиця, Горенський регіон, Словенія. Висота над рівнем моря: 482,5 м.